# Lars Sørensen (Schwimmer)
Lars Sørensen (* 3. Januar 1968 in Holstebro) ist ein ehemaliger dänischer Schwimmer, der eine Goldmedaille bei Europameisterschaften gewann.

## Sportliche Karriere
Der 1,96 Meter große Lars Sørensen schwamm für den Holstebro Svømme Club.
Bei den Europameisterschaften 1987 in Straßburg belegte er den siebten Platz über 100 Meter Rücken. Im Jahr darauf bei den Olympischen Spielen 1988 in Seoul schied Sørensen über 100 Meter Brust sowie über beide Rückendistanzen im Vorlauf aus. Die 4-mal-100-Meter-Lagenstaffel mit Lars Sørensen, Christian Toft, Benny Nielsen und Franz Mortensen erreichte in den Vorläufen die 14. Zeit unter 25 Staffeln.
1989 bei den Europameisterschaften in Bonn erreichte Sørensen über 100 Meter Rücken als Achter das Ziel. Anfang 1991 fanden die Weltmeisterschaften in Perth statt. Lars Sørensen schwamm auf den fünften Platz über 200 Meter Lagen. Über 200 Meter Rücken belegte er als Zweiter des B-Finales den zehnten Platz. Im Sommer 1991 bei den Europameisterschaften in Athen siegte Sørensen über 200 Meter Lagen, wobei er drei Hundertstelsekunden vor dem Deutschen Christian Gessner anschlug. Zum Abschluss seiner Karriere erreichte Lars Sørensen bei den Olympischen Spielen 1992 in Barcelona den dritten Platz im B-Finale über 200 Meter Lagen.